# Christopher Hammer
Pour les articles homonymes, voir Hammer.
Christopher Hammer né le 30 mars 1986 à Mount Clemens est un triathlète handisport américain, champion du monde PTS5 en 2021.

## Palmarès triathlon
Le tableau présente les résultats les plus significatifs (podium) obtenus sur le circuit international de paratriathlon depuis 2015. 
| Année | Paratriathlon                               | Pays                | Position      | Temps          |
| ----- | ------------------------------------------- | ------------------- | ------------- | -------------- |
| 2023  | Coupe du monde - étape de Paris PTS5        | France              | Médaille d'or | 53 min 49 s    |
| 2023  | Coupe du monde - étape de Long Beach PTS5   | États-Unis          | Médaille d'or | 59 min 14 s    |
| 2021  | Championnats du monde de paratriathlon PTS5 | Émirats arabes unis | Médaille d'or | 58 min 34 s    |
| 2021  | WTCS Leeds PTS5                             | Royaume-Uni         | Médaille d'or | 1 h 1 min 44 s |
| 2019  | Coupe du monde - étape de Magog PTS5        | Canada              | Médaille d'or | 59 min 9 s     |
| 2018  | Championnats panaméricain PTS5              | États-Unis          | Médaille d'or | 57 min 17 s    |
| 2017  | Championnats panaméricain PTS5              | États-Unis          | Médaille d'or | 58 min 35 s    |
| 2017  | WTCS Yokohama PTS5                          | Japon               | Médaille d'or | 1 h 2 min 23 s |
| 2017  | WTCS Gold Coast PTS5                        | Australie           | Médaille d'or | 1 h 1 min 13 s |
| 2016  | Championnats panaméricain PTS5              | États-Unis          | Médaille d'or | 55 min 53 s    |
| 2016  | ITU Strathclyde PTS5                        | Royaume-Uni         | Médaille d'or | 1 h 0 min 20 s |
| 2015  | ITU Detroit PTS5                            | États-Unis          | Médaille d'or | 56 min 58 s    |